# Akapski zaljev
Akapski zaljev (arap.  خليج العقبة; Khalyj al-'Aqabah ="Zaljev Aqaba"), u Izraelu poznat pod imenom zaljev Elat, je sjeveroistočni zaljev Crvenog mora i odvaja Arabiju od Sinajskog poluotoka.
Na zaljev izlaze Egipat, Izrael, Jordan (po čijem gradu Aqaba je zaljev dobio ime) kao i Saudijska Arabija.
Zaljev je vrlo izdužen. U kopno se pruža oko 175 km, a na najširem mjestu ima samo 29 km.
Zaljev se smatra ronilačkim rajem.